# Glocke von Pjöngjang
Die Glocke von Pjöngjang (평양종) ist eine Sehenswürdigkeit der nordkoreanischen Hauptstadt Pjöngjang und wird als Nationalschatz Nr. 23 gelistet.

## Geschichte
Die Glocke wurde während der Ri-Dynastie in einem Tempel zwischen Juni und September 1726 hergestellt; sie ersetzte eine 1714 durch ein Feuer zerstörte Glocke. Sie läutete täglich um 4:00 Uhr und um 22:00 Uhr sowie beispielsweise zu nationalen Feiertagen und als Warnung vor heraneilenden Naturkatastrophen. Seit 1925 befand sie sich an der einer Straße am damaligen Osttor der Stadt.
Heute hängt die Glocke in einem Pavillon im Stadtteil Chung-guyŏk (Dong Taedongmun-dong) an der Taedongmun-Kangan-Straße.

## Technische Einzelheiten
Die Glocke wiegt zirka 13 Tonnen und soll aus 35 Metallen bestehen. Sie misst in der Höhe 3,1 m und im Durchmesser 1,6 m. Die Wandstärke beträgt 30 cm.